# マット・ストライカー
マット・ストライカー（Matt Striker、1974年6月26日 - ）はアメリカ合衆国のプロレスラー、プロレス実況・解説者である。本名はマシュー・ケイ（Matthew Kaye）、ニューヨークのクイーンズ区出身。
WWEのRAWとSmackDown!においてインタビュアーとして、またSuperstarsでは解説を務めていた。
なお、HWAやROH・WLWで活動したマット・ストライカー（Matt Stryker）は別人である。

## 来歴
プロレスラーになる前はニューヨークのクイーンズ区で教師をしていたが、教師と並行して3PWなどのインディ団体などでリングに上がり、レスラーとしての活動を始める。教師としての仕事を虚偽休暇申請（家庭の事情と嘘をつき学校を休んでいた）して、プロレスのリングに上がっていた。この教師とレスラーの二重生活の間にはZERO-ONEに来日しており、また2005年2月にはWWEでカート・アングルへの挑戦コーナーに登場した。しかしこの生活が教育当局に発覚し、教師を辞職することとなった。
WWEと契約を交わし、2005年8月頃からヒートなどに登場。当初はベビーフェイスであったが後にヒールに転向し、12月頃より嫌味な教師ギミックでRAWに登場。その後しばらくしてヒートへと戻りジョバーを相手にすることが多くなった。
2006年の4月頃に再びRAWに登場し、ユージンと抗争を繰り広げる。8月にはRAWからECWへと移籍し、ニュー・ブリードのメンバーとしてECWオリジナルズと抗争。その後ニュー・ブリードを脱退し2007年7月頃からビッグ・ダディVのマネージャーとして活動した。
2008年の追加ドラフトによりRAWへ移籍。8月にはスマックダウン解説のミック・フォーリーがWWEを退団したためタズがスマックダウンの解説となり、その結果席の空いたECWの解説を務めることとなった。
2009年3月にはタズがWWEを退団したため、ECW実況のトッド・グリシャムがスマックダウンの実況となり、新しくECWの実況となったジョシュ・マシューズとコンビを組み、時折マニアックな知識を披露するなどしていた。同年10月からジム・ロスが病気で自宅療養に入ったため代理としてスマックダウンの解説を担当、後に正式にスマックダウンの抽象的な解説者（カラー・コメンテーター）となった。
2010年の2月からは新番組NXTのホストを務めていたが、10月に解説役を降ろされた。NXTではベビーフェイス寄りのGMの役割をこなしていたが、同番組に出演していたカート・ホーキンスとタイラー・レックスに敵視され、拉致監禁されるなどしてしまう。ホスト降板後は、RAWとスマックダウンにおいてバックステージのインタビュアーとして活動している。インタビュアーとしては、敗戦後のケインとダニエル・ブライアンにインタビューを敢行しようとしてそれぞれのフィニッシャーを浴びせられたり、不機嫌なビッグ・ショーやランディ・オートンに攻撃されるなど、空気の読めない不運なヒールとしてのキャラクターで活動している。
2012年11月頃から口ひげを蓄えるようになった。
その後はスーパースターズや、PPVのプレショーなど解説で登場したり、インタビュアーやコーナーの司会などもこなしていくも、2013年6月に契約が切れ、更新をせずWWEを退団した。
2014年7月よりプロレスリング・ノア参戦。9月からアメリカで始まったルチャ・アンダーグラウンド放送内での実況を、バンピーロとともに務める。
2015年1月4日のレッスルキングダム9 in 東京ドーム北米版PPVの実況をジム・ロスとともに務めた。

## 得意技
オーバードライブ
ゴールデン・ルール
ラングブロアー                                ; リバースDDT
スクープスラム

## 入場曲
- Teacher - 現在使用中

## 備考
日本のレスリング事情に詳しく(三沢光晴など日本国外にも名が知られる選手が数人解る程度ではあるが)、解説でしばしば日本のレスラーや日本式の技の名前を言うことがある。
ヨシ・タツが対戦相手のザック・ライダーに、三沢光晴の得意技ローリング・エルボーを仕掛けた時には、三沢の名前こそ出さなかったものの、ヨシ・タツが「憧れたヒーローのオマージュを披露した」と解説した（2010年5月25日のNXTではジャスティン・ガブリエルが放った際はっきりと「三沢のようなローリング・エルボーだ」と実況している）。
また、ヨシ・タツがラリアット（クローズライン）を出した時、米国ではクローズラインという名称で呼ばれることが多いが、あえて「ラリアット!」と呼んだ。
さらには、2010年4月23日放送のスマックダウンでの試合でベス・フェニックスがジャイアントスイングを出した際には、「馳浩ばりのジャイアントスイングだ」と同技を得意とする日本人選手の名を挙げて解説した。
その他、クリス・ジェリコのDVDに収録されたジェリコVSウルティモ・ドラゴン戦のコメンテートでは当時のWARについてジェリコと熱く語り合っていた。
日本のアニメやゲームにも詳しく、クリスチャンが試合中にトップロープからヨーロピアン・アッパーを放った瞬間、「昇龍拳！」と叫んだ事がある。